# Famille Mégret d'Étigny de Sérilly
La famille Mégret d'Étigny de Sérilly est une famille de la noblesse française subsistante, originaire de Saint-Quentin en Picardie.
Elle compte parmi ses membres trois administrateurs et une présidente d’association.

## Histoire
Arnaud Clement écrit dans La noblesse française que la famille Mégret d’Étigny de Sérilly est originaire de Saint-Quentin en Picardie. François-Nicolas Mégret d’Étigny (1673-1734) fut anobli par charge de secrétaire du Roi en 1713. Il fut conseiller du Roi en ses conseils le 7 octobre 1725 et Grand audiencier de France et receveur général des finances en Auvergne en 1725. Antoine Mégret d’Étigny (1719-1767), intendant d’Auch et de Pau (1751), pourvu de la charge de conseiller du Roi en ses conseils, était maître des requêtes ordinaires de son hôtel en 1744. Cette famille a rejoint l’ANF en 1986.

## Filiation
- Nicolas Mégret, procureur du siège royal de Saint-Quentin, échevin de Saint-Quentin, marié en 1670 avec Madeleine Mennechet
  - François-Nicolas Mégret d’Étigny, seigneur de Passy (1673—1734), avocat au parlement de Saint-Quentin, conseiller du roi en ses conseils (1725), Grand Audiencier de France et receveur général des finances en Auvergne, marié en 1701 avec Marguerite de Beaucousin
    - Jean Mégret de Sérilly (1702-1752), maître des requêtes ordinaire de l'hôtel du roi, avocat général, conseiller d'honneur à la cour des aides de Paris, intendant de l'armée d'Italie, marié en 1726 avec Louise-Françoise Joly de Fleury (1704-1776)
    - Antoine Mégret d'Étigny, baron de Theil et de Chapeleine (1719-1767) intendant d'Auch et de Pau, marié en 1744 avec Françoise Thomas de Pange (1723-1789)
      - Antoine Jean François Mégret d'Etigny de Sérilly, chevalier , baron Dutheil, seigneur de Sérilly, de Passy, d'Etigny et de Dixmont (1746-1794) maître des requêtes et trésorier général des guerres, marié en 1779 avec Anne Marie Louise Thomas (1762-1799)
        - Armand François Mégret d'Etigny de Sérilly (1780-1827), auditeur au Conseil d'État en 1810, puis sous-préfet d'Auch en 1811.
        - Amédée Mégret d'Etigny de Sérilly, baron d'Étigny (1784-1845), marié avec Olympe de Peytes de Montcabrier
          - Henry Victor Mégret d'Etigny de Sérilly, baron d'Étigny, comte de Chapelaine (1817-1887), secrétaire général de la Préfecture des Basses-Pyrénées, marié en 1837 avec Estelle Clémentine Vastey
            - Louis Raymond Mégret d'Etigny de Sérilly, baron d'Étigny, marié en 1862 avec Rosalie de Voulx († 1925)
              - Postérité subsistante

          - Victor Mégret d'Etigny de Sérilly (1789-1831), officier d'artillerie, marié en 1814 avec Colette de Peytes de Montcabrier, sans postérité

      - Antoine Jean Marie Mégret d'Etigny, baron d'Étigny (1748-1794), aide-major général à l'armée des Flandres.

## Personnalités
- François-Nicolas Mégret d'Étigny (1673-1734), Grand Audiencier ;
- Jean-Nicolas Mégret de Sérilly (1702-1752), avocat du roi au Châtelet, puis avocat général à la cour des Aides, maître des requêtes en 1722, intendant du commerce en 1733, intendant d’Auch (1739-1742), intendant de Franche-Comté puis intendant d’Alsace en 1750 ;
- Antoine Mégret d'Étigny (1719-1767), intendant de la généralité d'Auch et Pau de 1751 à sa mort ;
- Ludovine de La Rochère née Mégret d'Étigny de Sérilly (1971), présidente depuis 2013 de La Manif pour tous

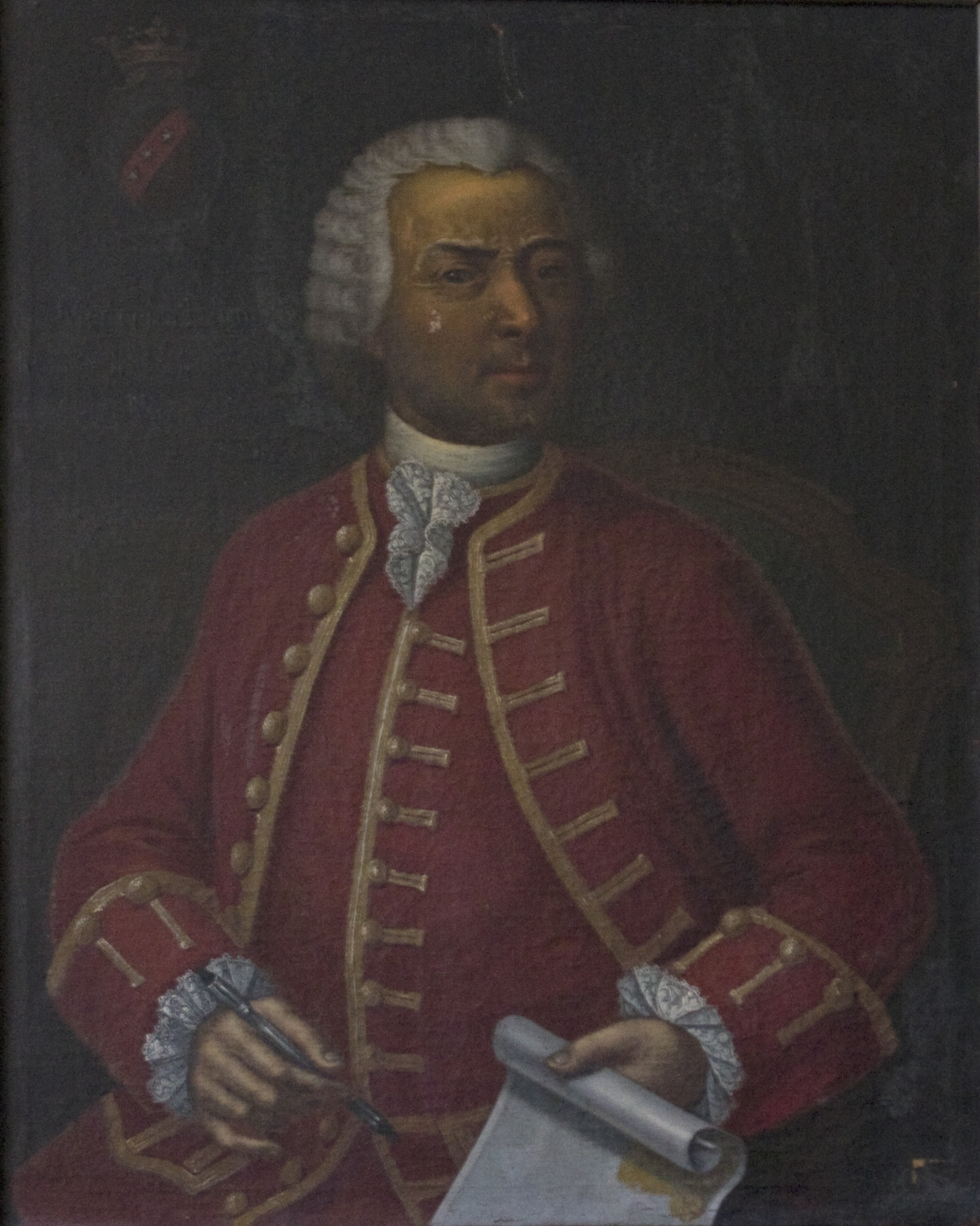
Antoine Mégret d’Étigny
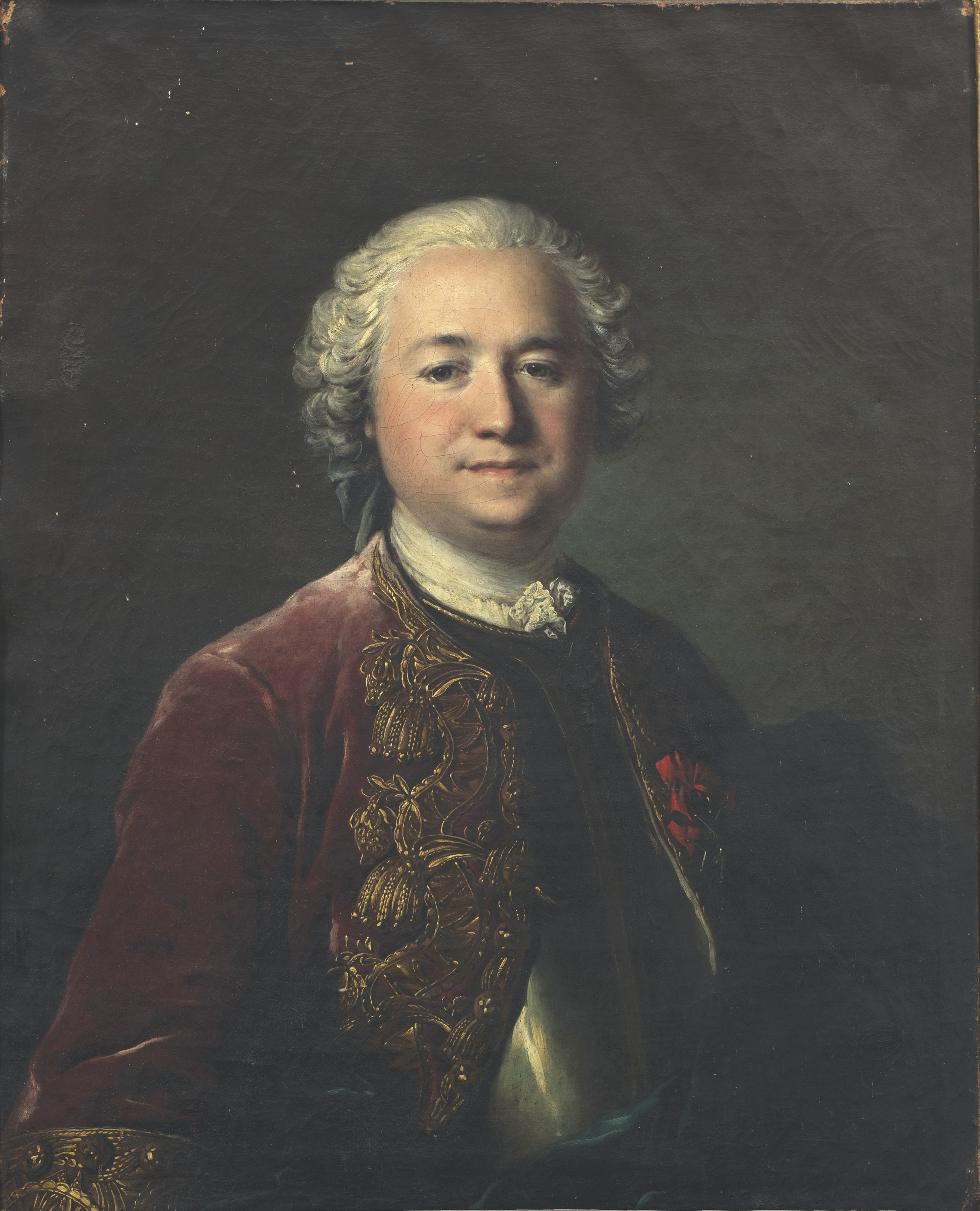
Portrait de Jean-Nicolas Mégret de Sérilly peint par Louis Tocqué en 1748.
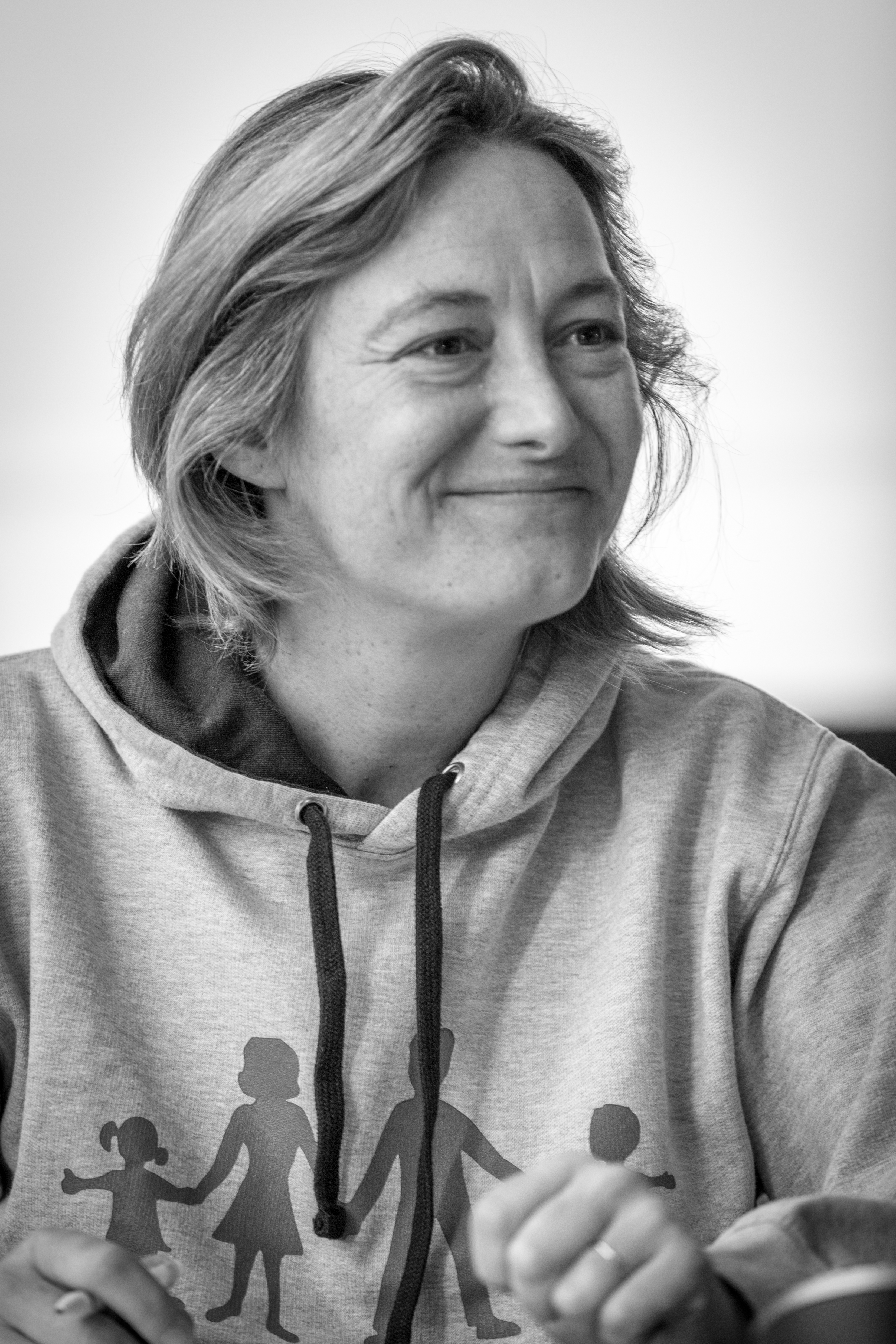
Ludovine de La Rochère en 2013

## Alliances
Les principales alliances de la famille Mégret d'Étigny de Sérilly sont : de Beaucousin (1701), Joly de Fleury (1726), Thomas de Pange (1744), de Peytes de Montcabrier, de Voulx (1862).

## Armoiries
La famille Mégret d’Étigny de Sérilly porte : Parti : au 1 d'azur à trois besants d'argent, au chef d'or chargé d'une tête de lion arrachée de gueules ; au 2 d'argent à la bande d'azur chargé de trois étoiles d'or.